# 김철웅 (축구 선수)
김철웅(한국 한자: 金哲雄, 1979년 12월 19일 ~ )은 대한민국의 전 축구 선수이며, 포지션은 미드필더였다.